# Kaarepere (stacja kolejowa)
Kaarepere – stacja kolejowa w miejscowości Kaarepere, w prowincji Jõgeva, w Estonii. Położona jest na linii Tapa - Tartu. 